# Provincia de Bolívar (Perú)
La provincia de Bolívar (llamada originalmente provincia de Cajamarquilla) es una de las doce que conforman el departamento de La Libertad en el norte del Perú. Limita por el norte con el departamento de Amazonas, por el este con el departamento de San Martín, por el sur con la provincia de Pataz y por el oeste con la provincia de Sánchez Carrión y el departamento de Cajamarca.
Desde el punto de vista jerárquico de la Iglesia católica, forma parte de la prelatura de Huamachuco.

## Historia
La provincia fue creada por Ley n.º 2346, del 20 de noviembre de 1916, con el nombre de Caxamarquilla (Cajamarquilla), segregando de la provincia de Pataz los distritos de Bolívar, Bambamarca y Uchucmarca y elevándose a distritos Laguna de Bolívar y los anexos de Condormarca, Longotea y Ucuncha.
La Ley 5003, del 15 de enero de 1925, dada en el gobierno del presidente Augusto Leguía, cambió el nombre a la provincia por el de Bolívar, perpetuando de este modo el recuerdo del Libertador, Simón Bolívar. Por Ley 9066, del 20 de marzo de 1940, se cambia el nombre de la capital y distrito de Caxamarquilla por el de Bolívar.

## Geografía
La provincia tiene una extensión de 1718,86 km².  Su territorio largo y estrecho, delimitado por el cañón del río Marañón al oeste y la divisoria de aguas donde se traza el límite con el departamento de San Martín. La altitud incrementa desde los 900 m s.n.m. en el cauce del Marañón hasta los 4600 m s.n.m. en el extremo oriental, siendo el mayor pico el Nevado de Bolívar. De este a oeste, ríos tributarios de corto recorrido han confirmado valles longitudinales donde se concentra la población y la actividad agropecuaria.
Por su gran pendiente, la provincia presenta diferentes climas y suelos, con gran variedad de pisos ecológicos desde los páramos de las partes más altas hasta el bosque seco del cañón del Marañón, pasando por los valles encajonados que tienen los tributarios del río Marañón. En su territorio, se cultiva frutales, cereales y tubérculos, y se encuentra diversa fauna silvestre.

## División administrativa
Está dividida en seis distritos:
1. Bolívar, creado en la época de la independencia con el nombre de Caxamarquilla.
2. Bambamarca, creado en la época de la independencia.
3. Condormarca, creado por la Ley 2346, del 20 de noviembre de 1916.
4. Longotea, creado por la Ley 2346, del 20 de noviembre de 1916.
5. Uchumarca, creado por la Ley 2346, del 20 de noviembre de 1916.
6. Ucuncha, creado por la Ley 2346, del 20 de noviembre de 1916.

## Población

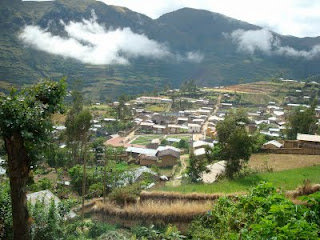
Uchumarca, Bolívar, Perú

La provincia tiene una población aproximada de 14 457 habitantes (censo del año 2017) y una densidad demográfica de 10,6 habs./km².

## Autoridades

### Regionales
- Consejero regional
  - 2019-2022:[2] Edgar López Chávez (Fuerza Popular)

### Municipales
- 2013-2018:[3]
  - Alcalde: Raúl Eduardo Silva Mayurí, Alianza para el Progreso (APP).
  - Regidores: Willam Darcy Moreno Prieto (APP), Benilde Burgos Domínguez (APP), Elvia Rodríguez Samamé (APP), Emilio Napoleón Díaz Peche (Partido Aprista Peruano), Rolando Chávez Bardales (Partido Aprista Peruano).
- 2011-2012:[3]
  - Alcalde: Ediles Francisco Mariñas Vergaray, Alianza para el Progreso (APP).
  - Regidores: Edwar Javier Dávila Echeverría (APP), Raúl Eduardo Silva Mayuri (APP), Willam Darcy Moreno Prieto (APP), Benilde Burgos Domínguez (APP), Emilio Napoleón Díaz Peche (Partido Aprista Peruano).[4]

### Policiales
- Comisario: Mayor PNP.

### Religiosas
- Prelatura de Huamachuco[5]
  - Obispo prelado de Huamachuco: Monseñor Sebastián Ramis Torres, TOR.[6]

## Turismo
En lo que a turismo se refiere, el folclore es diverso con danzas típicas del sitio como los bailes de las pachacas, las pastoras, pallas y otras. También esta la fortaleza de Pacarishka, que fue construida por el inca Túpac Yupanqui. Tiene hermosas lagunas, cataratas, pinturas rupestres, tumbas que pertenecieron a los gentiles y muchas cosas que faltan por explorar. Ven y disfruta.

## Festividades
La más representativa del lugar es la Fiesta Patronal en Honor de Santa Rosa de Lima, el 30 de agosto, y también la corrida de toros, entre otras.